# Pleurogyrus longicauda
Pleurogyrus longicauda är en stekelart som beskrevs av Horstmann 1995. Pleurogyrus longicauda ingår i släktet Pleurogyrus och familjen brokparasitsteklar. Inga underarter finns listade i Catalogue of Life.